# 카라치
카라치(우르두어: كراچى, 신드어: ڪراچي, 영어: Karachi)는 아라비아해에 면한 파키스탄 남부의 최대 도시로 영국으로부터 독립한 직후에는 파키스탄의 수도였으나, 라왈핀디를 거쳐 이슬라마바드로 수도를 옮긴 현재는 신드 주의 주도이다.
파키스탄 금융 사업의 중심도시이며 인구는 2,350만명(중심부 1,300만명)에 이른다.

## 지리

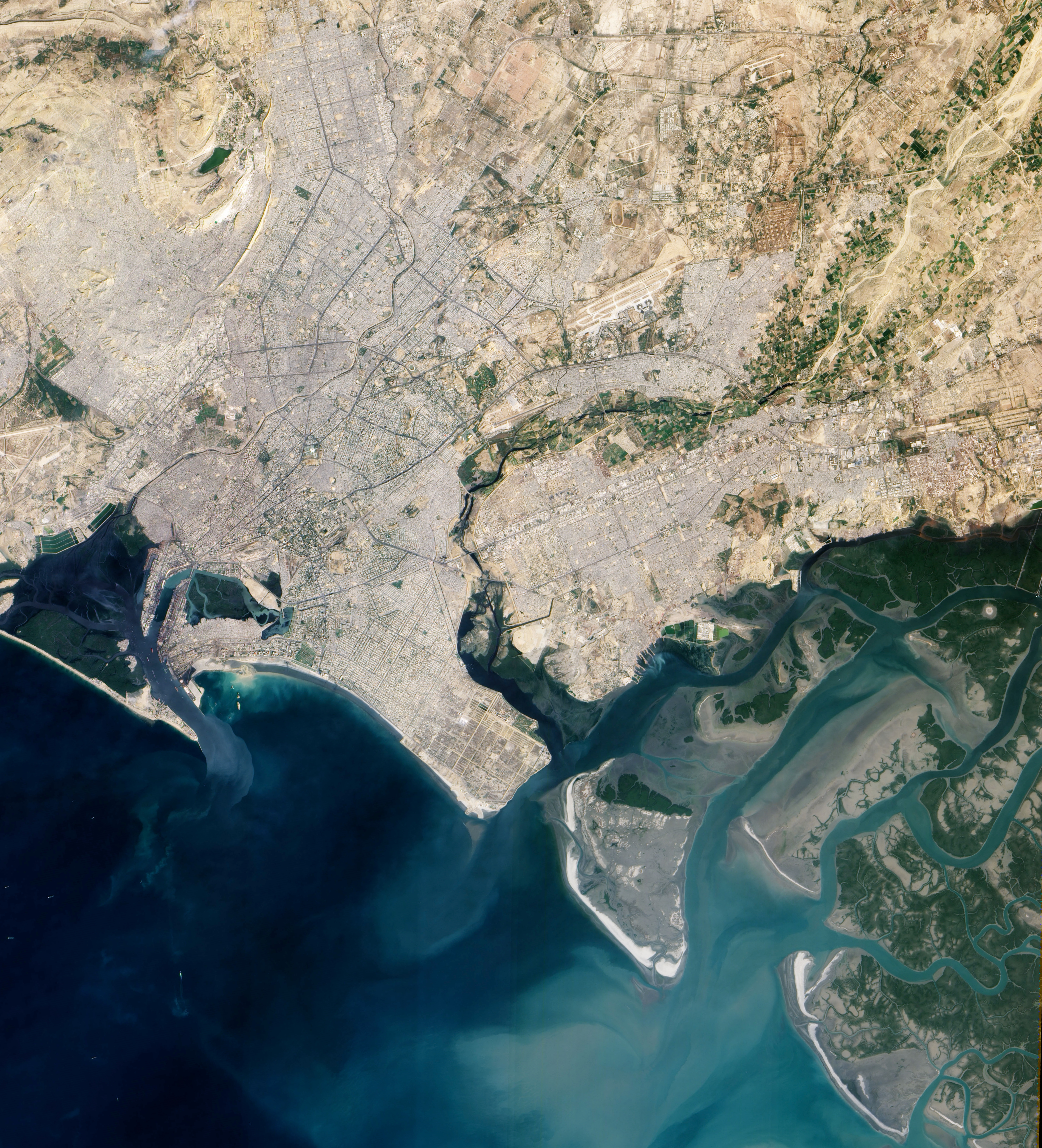
인공위성에서 바라본 카라치

카라치는 파키스탄 남부 신드 주 연안, 아라비아해의 항만을 따라 자리해 있다. 카라치의 지형은 대체로 평탄한 해안 지대이나, 암반 노출부, 작은 산과 습지대가 곳곳에 흩어져 있다. 카라치 항 주변의 해수에서는 맹그로브숲이 자라며 남동쪽으로 좀더 나아가면 거대한 인더스 삼각주가 있다. 카라치의 서쪽에는 라스무아리란 이름의 곶이 있는데 해식절벽, 거친 사암절벽, 자연 해변가 등을 주로 볼 수 있다.
카라치 시는 두 권역으로 나뉜다. 도시 북서쪽에 카사 산과 물리 산이 놓여 있어 북나지마바드와 오랑기 지역을 가르는 경계가 된다. 카라치의 산은 키르타르 산맥의 일부로 척박한 환경이며 최고도는 해발 528m에 이른다.
산과 산 사이에는 넓은 해안 평원이 펼쳐져 있으며 그 사이로 마른 강바닥과 수로가 깔려 있다. 카라치는 말리르 강과 리아리 강에 둘러싸여 발전을 이루었으며 리아리 강 기슭에는 콜라치라고 하는 정착지가 있다. 카라치의 서부는 인더스강의 홍수지대에 놓여 있다.

### 기후

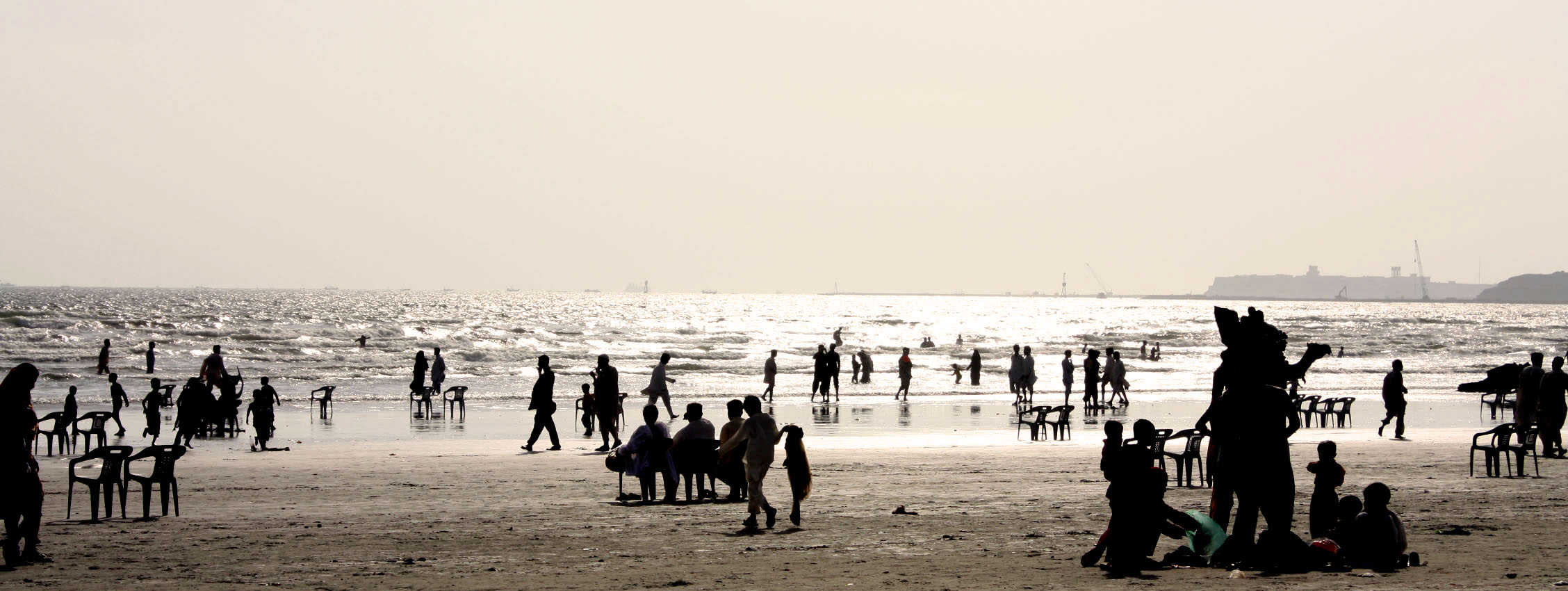
아라비아해는 카라치의 기후에 큰 영향을 끼치며, 특히 신드 주 내부지방과 비교했을 때 기온이 더욱 온화하다.

카라치는 건조 기후 (쾨펜의 기후 구분 BWh)에 속하며 여름이 매우 긴 한편, 아라비아해의 영향으로 기온은 온화한 편이다. 연간 평균 강수량은 한 해동안 284mm에 불과하며 대부분의 강수량이 7~8월 몬순 기간에 집중된다. 여름에는 대체로 덥고 습하지만 그 더운 여름 동안 시원한 해풍이 불어와 완화시켜준다. 다만 살인적인 열기에는 노출되기 쉬운 기후이다.
겨울은 건조하고 쾌적한 기후로 12월부터 2월까지 해당되며, 그 후 3월부터 몬순이 찾아오는 6월까지는 따뜻한 계절이 찾아온다. 바다와 인접해 있기 때문에 습도는 일 년 내내 거의 일정한 편이다.
카라치의 역대 최고 강수량 기록은 1967년 7월의 689.3mm이다. 하루 사이 최고 강수량 기록은 1953년 8월 7일의 278.1mm로, 도시 전체에 폭우가 쏟아져 큰 홍수가 났다.
카라치의 역대 최고 기온은 1938년 5월 9일에 기록한 48°C이며 최저 기온은 1934년 1월 21일에 기록한 0°C이다.
| 카라치 (1991년~2020년)의 기후                     | 카라치 (1991년~2020년)의 기후 | 카라치 (1991년~2020년)의 기후 | 카라치 (1991년~2020년)의 기후 | 카라치 (1991년~2020년)의 기후 | 카라치 (1991년~2020년)의 기후 | 카라치 (1991년~2020년)의 기후 | 카라치 (1991년~2020년)의 기후 | 카라치 (1991년~2020년)의 기후 | 카라치 (1991년~2020년)의 기후 | 카라치 (1991년~2020년)의 기후 | 카라치 (1991년~2020년)의 기후 | 카라치 (1991년~2020년)의 기후 | 카라치 (1991년~2020년)의 기후 |
| 월                                                | 1월                           | 2월                           | 3월                           | 4월                           | 5월                           | 6월                           | 7월                           | 8월                           | 9월                           | 10월                          | 11월                          | 12월                          | 연간                          |
| ------------------------------------------------- | ----------------------------- | ----------------------------- | ----------------------------- | ----------------------------- | ----------------------------- | ----------------------------- | ----------------------------- | ----------------------------- | ----------------------------- | ----------------------------- | ----------------------------- | ----------------------------- | ----------------------------- |
| 역대 최고 기온 °C (°F)                            | 32.8 (91.0)                   | 36.5 (97.7)                   | 42.5 (108.5)                  | 48.0 (118.4)                  | 47.8 (118.0)                  | 47.0 (116.6)                  | 42.2 (108.0)                  | 41.7 (107.1)                  | 42.8 (109.0)                  | 43.3 (109.9)                  | 38.5 (101.3)                  | 35.5 (95.9)                   | 48.0 (118.4)                  |
| 일평균 최고 기온 °C (°F)                          | 26.3 (79.3)                   | 28.7 (83.7)                   | 32.6 (90.7)                   | 35.0 (95.0)                   | 35.7 (96.3)                   | 35.7 (96.3)                   | 33.6 (92.5)                   | 32.5 (90.5)                   | 33.4 (92.1)                   | 35.6 (96.1)                   | 32.6 (90.7)                   | 28.4 (83.1)                   | 32.5 (90.5)                   |
| 일일 평균 기온 °C (°F)                            | 18.9 (66.0)                   | 21.7 (71.1)                   | 25.9 (78.6)                   | 29.4 (84.9)                   | 31.4 (88.5)                   | 32.2 (90.0)                   | 30.8 (87.4)                   | 29.6 (85.3)                   | 29.7 (85.5)                   | 29.4 (84.9)                   | 25.2 (77.4)                   | 20.9 (69.6)                   | 27.1 (80.8)                   |
| 일평균 최저 기온 °C (°F)                          | 12.0 (53.6)                   | 14.8 (58.6)                   | 19.4 (66.9)                   | 23.7 (74.7)                   | 27.0 (80.6)                   | 28.6 (83.5)                   | 27.9 (82.2)                   | 26.7 (80.1)                   | 26.0 (78.8)                   | 22.9 (73.2)                   | 17.7 (63.9)                   | 13.4 (56.1)                   | 21.7 (71.0)                   |
| 역대 최저 기온 °C (°F)                            | 0.0 (32.0)                    | 3.3 (37.9)                    | 7.0 (44.6)                    | 12.2 (54.0)                   | 17.7 (63.9)                   | 22.1 (71.8)                   | 22.2 (72.0)                   | 20.0 (68.0)                   | 18.0 (64.4)                   | 10.0 (50.0)                   | 6.1 (43.0)                    | 1.3 (34.3)                    | 0.0 (32.0)                    |
| 평균 강수량 mm (인치)                             | 10.6 (0.42)                   | 5.5 (0.22)                    | 3.2 (0.13)                    | 11.1 (0.44)                   | 9.2 (0.36)                    | 24.6 (0.97)                   | 86.1 (3.39)                   | 104.7 (4.12)                  | 44.0 (1.73)                   | 12.7 (0.50)                   | 0.7 (0.03)                    | 5.6 (0.22)                    | 318 (12.53)                   |
| 평균 강수일수 (≥ 1.0 mm)                          | 1.1                           | 0.8                           | 0.5                           | 0.1                           | 0.1                           | 1.7                           | 5.4                           | 6.1                           | 2.4                           | 0.4                           | 0.2                           | 0.6                           | 19.4                          |
| 평균 월간 일조시간                                | 269.7                         | 251.4                         | 272.8                         | 276.0                         | 297.6                         | 231.0                         | 155.0                         | 148.8                         | 219.0                         | 282.1                         | 273.0                         | 272.8                         | 2,949.2                       |
| 평균 일일 일조시간                                | 8.7                           | 8.9                           | 8.8                           | 9.2                           | 9.6                           | 7.7                           | 5                             | 4.8                           | 7.3                           | 9.1                           | 9.1                           | 8.8                           | 8.1                           |
| 가능 일조율                                       | 81                            | 79                            | 73                            | 72                            | 72                            | 56                            | 37                            | 37                            | 59                            | 78                            | 83                            | 83                            | 68                            |
| 출처 1: 미국 해양대기청 (일조시간: 1961년~1990년) |                               |                               |                               |                               |                               |                               |                               |                               |                               |                               |                               |                               |                               |
| 출처 2: 파키스탄 기상청                           |                               |                               |                               |                               |                               |                               |                               |                               |                               |                               |                               |                               |                               |

## 같이 보기
- 카라치의 마천루 목록